# (5992) Nittler
(5992) Nittler est un astéroïde de la ceinture principale.

## Description
(5992) Nittler est un astéroïde de la ceinture principale. Il fut découvert le 28 février 1981 à Siding Spring par Schelte J. Bus. Il présente une orbite caractérisée par un demi-grand axe de 2,68 UA, une excentricité de 0,09 et une inclinaison de 8,9° par rapport à l'écliptique.

## Compléments